# Benjo Maso
Benjo Maso (* 3. November 1944 in Den Haag) ist ein niederländischer Soziologe, der für seine Bücher über den Radsport aus soziologischer und historischer Perspektive bekannt ist.
Ab 1970 war Benjo Maso zunächst hauptsächlich als Übersetzer tätig und übersetzte Bücher aus dem Französischen, darunter Werke von Georges Simenon und Eugène Ionesco, ins Niederländische. Anschließend studierte er Soziologie und promovierte 2010 zum Thema Het ontstaan van de hoofse liefde. De ontwikkeling van fin'amors 1060–1230 (Die Entstehung der höfischen Liebe. Die Entwicklung der fin'amors 1060–1230).
Ab 1990 publizierte Maso, der aus einer radsportbegeisterten Familie stammt, auch Bücher über Radsport, darunter die Titel Der Schweiß der Götter und Wir waren Götter, in denen er sich kritisch mit den Strukturen im Radsport auseinandersetzt. 2003 war er auch an der Produktion des Dokumentarfilms Tour des légendes über die Tour de France 1948 beteiligt.
Die Besonderheit seiner Bücher, die als Klassiker der Radsportliteratur gelten, liege in der „Zusammenarbeit des Radsport-Fans Benjo Maso mit dem Soziologen Benjo Maso“, so eine Rezension. Schweiß der Götter wurde 2015 von den Journalisten der britischen Zeitung The Telegraph unter den 50 besten Sportbüchern „ever written“ („die jemals geschrieben wurden“) aufgeführt.

## Publikationen
- Rood en zwart. Bedrijfsstrategieën en kennismodellen in de Nederlandse melkveehouderij. Landbouwuniversiteit 1986
- Het zweet der goden. Legende van de wielersport. AmstelSport 2008
- Wij waren allemaal goden. de Tour van 1948. AmstelSport 2008
- Het ontstaan van de hoofse liefd. De ontwikkeling van fin'amors 1060–1230. Atlas 2010
- Van Milaan naar Amsterdam. De Giro buiten de Italiaanse grenzen. Atlas 2011
- Der Schweiß der Götter. Die Geschichte des Radsports. Covadonga 2011
- Verhalen over de Giro d'Italia. Historie, heroïek en hartstocht in de ronde van Italië. Sanoma 2012
- Nederland heeft de gele trui. Over wielrennen in de Lage Landen. Atlas Contact. 2015